# Acquisition de titres
L'acquisition de titres est l'opération boursière par laquelle un investisseur achète une valeur mobilière. L'objectif de toute technique de placement de titres est de vendre ces titres à des investisseurs au meilleur prix à un moment donné.
Pour ce faire, l'asymétrie d'information entre l'émetteur et l'investisseur devra être réduite et l'un des rôles des banques dans les opérations de placement de titres est d'informer les investisseurs en diffusant l'information obtenue de l'émetteur. Ses trois autres rôles sont de structurer l'opération, de distribuer les titres et généralement de donner un certain niveau de garantie à l'émetteur.

## Formes de placement
Il existe deux principales formes de placement :
- la construction d'un carnet d'ordres (book building) ;
- la prise ferme (bought deal).

### Carnet d'ordres
Le book building consiste pour la banque, ou les banques réunies au sein d'un syndicat, à ne s'engager qu'en sachant que des investisseurs veulent acquérir des titres. Après une phase de diffusion de l'information, un livre d'ordres enregistrant les intentions d'achat est constitué.

### Prise ferme
Notion (aussi Bought deal, firm commitment, firm underwriting, Festübernahme, assunzione a fermo)
La prise ferme est un contrat selon lequel un ou plusieurs établissements financiers acceptent d’acheter les titres émis par une société en vue de leur revente auprès du public.
- L'établissement financier est souvent un syndicat de banques, considéré comme un courtier, une maisons de courtage.
- Les titres peuvent être des emprunts obligataires ou des actions nouvelles d'une société.
- Le public souvent est des autres investisseurs.

Toutes les modalités de cette opération sont énoncées dans le « contrat de prise ferme ».
Utilité
Comme la garantie de bonne fin, la prise ferme est un moyen d’assurer à la société émettrice la réussite de son émission. La prise ferme consiste en l'acquisition directe sur le marché secondaire, c'est-à-dire sans intermédiaire particulier. La spéculation est donc d'ordre dans cette dernière, plutôt que le placement.
Inconvénients
L’Autorité de marché (Rapport COB 1992 p.158) a souligné : la prise ferme présente des inconvénients car elle permet une réservation de fait des titres faisant l’objet de la prise fermes au détriment du public, surtout lorsqu’il intervient immédiatement après l’expiration du délai de priorité réservé aux actionnaires. Pour éviter ces inconvénients et le risque de requalification de l’opération en une émission réservée, l’Autorité de marché a estimé que la prise ferme doit respecter les conditions suivantes :
- Le public doit disposer d’une période de souscription clairement identifiée, au cours de laquelle il doit pouvoir souscrire les actions nouvelles ;
- Le preneur ne peut intervenir qu’à l’issue de l’opération comme dans une garantie de bonne fin.